# Vincent Richards

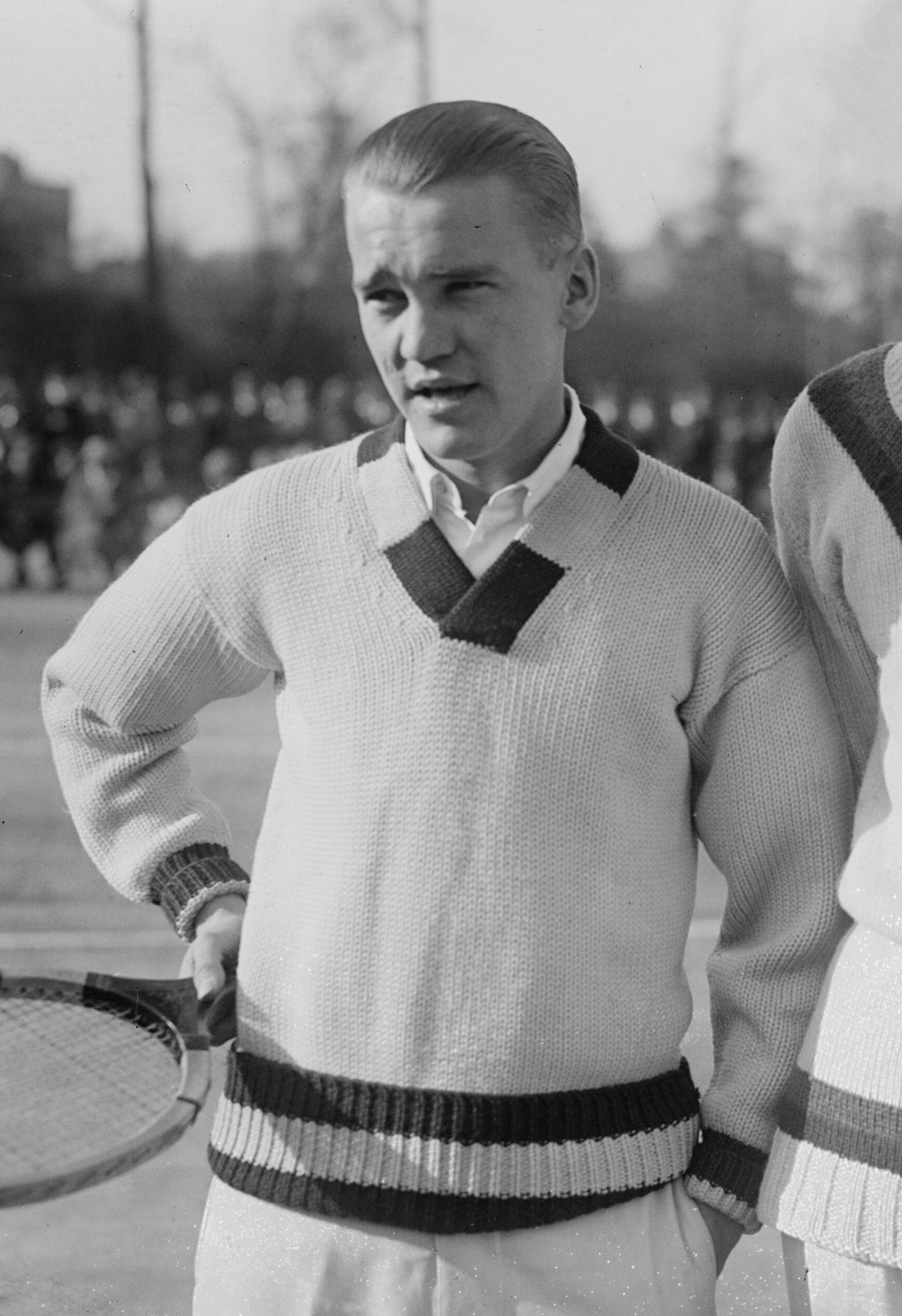
Vincent Richards

Vincent Richards, med smeknamnet Vinnie, född 20 mars 1903  i Yonkers i New York, död 28 september 1959 var en amerikansk högerhänt tennisspelare. Han var som mest framgångsrik som dubbelspelare och en av de första professionella spelarna. Vincent Richards vann under perioden 1918-1926 totalt 9 Grand Slam-titlar, varav 7 i dubbel och 2 i mixed dubbel. Han rankades bland världens 10 bästa spelare fem år i följd (1921-25) och var 1924 rankad världstvåa. Han blev professionell spelare 1926, samma år bedömdes han (som proffs ej rankad) vara USA:s bästa manliga spelare före Bill Tilden.
Vincent Richards upptogs 1959 i International Tennis Hall of Fame.

## Tenniskarriären
Vincent Richards betraktades som underbarn när han som 15-åring 1918 utvaldes att i par med den 10 år äldre Bill Tilden delta i dubbelturneringen i Amerikanska mästerskapen som spelades vid Longwood Cricket Club i Boston. Richard/Tilden vann finalen över spelarparet Fred Alexander/Beals Wright med 6-3, 6-4, 3-6, 2-6, 6-2. Richard blev därmed den yngste spelaren någonsin som vunnit en Grand Slam-titel. Richards och Tilden vann titeln igen 1921 och 1922. Säsongerna 1925 och 1926 vann han dubbeltiteln i Amerikanska mästerskapen för fjärde och femte gången, nu tillsammans med R. Norris Williams.
År 1924 vann han mixed dubbeltiteln i Amerikanska mästerskapen tillsammans med Helen Wills Moody. Paret besegrade i finalen Bill Tilden/Molla Mallory med 6-8, 7-5, 6-0.    
Vincent Richards vann guld i både herrsingel och dubbel i Olympiska sommarspelen 1924. Dessutom vann han silver i mixed dubbel. 
Vincent Richards deltog i det amerikanska Davis Cup-laget 1922 och 1924-26. Han spelade totalt 5 matcher av vilka han vann 4, samtliga i världsfinaler, Challenge Rounds, mot Australien (1922 och 1924) och Frankrike (1925 och 1926). USA vann samtliga dessa finaler. Tillsammans med R. Norris Williams vann han i de två sista finalerna dubbelmatcherna över de franska storspelarna Jean Borotra/René Lacoste (1925, 6-4 6-4 6-3) och Jacques Brugnon/Henri Cochet (1926, 6-4 6-4 6-2).

### Proffsåren
Richards blev en av första professionella manliga tennisspelarna då han 1926 skrev kontrakt med den amerikanske affärsmannen Charles C. Pyle som anordnade tennisturneringar för en handfull nyblivna proffs. Bland dessa fanns också fransyskan Suzanne Lenglen. Proffspelarna var sällan fler än dussintalet och var hänvisade till att hela tiden bara möta varandra, eftersom de var uteslutna från amatörernas Grand Slam-turneringar. 
Richards vann 4 gånger herrsingeltiteln i US Pro-turneringen (1927, 1928, 1930 och 1933). Richards och Tilden fortsatte senare, båda som proffs, att spela dubbel tillsammans. De vann sin sista nationella titel i herrdubbeln i US Pro 1945.

## Spelaren och personen
Vincent Richards är känd främst för sitt enastående volleyspel, som betraktas som ett av de bästa genom tiderna. Han blev också bekant som en av tennisens första superstjärnor och kom till Wimbledonturneringen 1923 beledsagad av en skrivmaskinskrivare, en sekreterare och en egen läkare. 
Säsongen 1927, hans första hela proffssäsong, initierade han tillsammans med kollegan Howard Kinsey spelarorganisationen US Professional Tennis Association. Han blev själv senare också promotor och arrangerade tennisturneringar för tennisproffs.

## Grand Slam-titlar
- Franska mästerskapen
  - Dubbel - 1926
- Wimbledonmästerskapen
  - Dubbel - 1924
- Amerikanska mästerskapen
  - Dubbel - 1918, 1921, 1922, 1925, 1926
  - Mixed dubbel - 1919, 1924

## Titlar iprofessionella tennismästerskap
- US Pro
  - Singel - 1927, 1928, 1930, 1933
  - Dubbel - 1945